# Beatriz de Saboia, Duquesa da Caríntia
Beatriz de Saboia (1310 - 19 de dezembro de 1331) foi Duquesa consorte de Caríntia e condessa consorte de Tirol, entre os anos 1328 e 1331, como a terceira esposa de Henrique VI da Caríntia.

## Biografia
Beatriz nasceu em 1310, filha de Maria de Brabante e Amadeu V, conde de Saboia. Com a morte de seu pai, em 1323, seu meio-irmão e filho mais velho de Amadeu V, Eduardo de Sabóia, passa a ser o responsável por ela.
O casamento entre Beatriz e Henrique, realizado no ano de 1328, foi arranjado entre Eduardo e Henrique, devido a um desejo de reaproximação de Henrique com João de Luxemburgo, já que o pai de Beatriz possuía laços de parentesco com João. Um acordo pré-nupcial foi feito em 23 de dezembro de 1326, em Innsbruck, acordando o dote de Beatriz em 5.000 marcos e que seria levada, por familiares, até a cidade de Kempten, próxima a fronteira com Tirol. E, como contradote, Henrique daria 40.000 florins, a posse dos castelos de Castelmontani e Laudeck, e os valores obtidos pelo arrendamento das Salinas de Hall, todo o contradote sendo garantido pelo rei Frederico, o Belo de Habsburgo; e o Duque Ottone, irmãos de Henrique.

Beatriz morreu em 19 de dezembro de 1331; e foi sepultada na igreja do mosteiro cisterciense de Stams, na sepultura dos condes do Tirol.